# Spectravideo SV-318
O SV-318 foi o microcomputador básico da linha Spectravideo. Possuía um teclado chiclete incorporado ao gabinete, inadequado para digitação em velocidade, juntamente com uma curiosa combinação de teclas de cursor e joystick: um disco à direita do teclado, com um furo no centro. O joystick era montado colocando-se um manete de plástico vermelho no furo; retirando-se o manete, as teclas ao redor do furo eram usadas como setas do cursor, para processamento de texto etc. O micro era fornecido com 16 KiB de RAM expansíveis através de um módulo externo, mais 16 KiB de VRAM.
A máquina era virtualmente idêntica à versão ampliada, o SV-328, sendo as únicas diferenças o teclado e a quantidade de memória RAM. A ROM, expansibilidade, placa-mãe e gabinete das duas máquinas eram idênticos.

## SVI-318 MKII
Em janeiro de 1985, foi lançada uma nova versão do SV-318, o SVI-318 MKII. Externamente, a área do teclado tornou-se cinza-escura (e não mais branca, como na versão anterior). O joystick embutido também adotou a cor do teclado. Internamente, boa parte dos CIs TTL foi substituído por um CI ASIC.

## Características
| UCP           | Zilog Z80A em 3,58 MHz                                                                        |
| RAM           | 16 KiB—64 KiB (máxima)                                                                        |
| VRAM          | 16 KiB                                                                                        |
| ROM           | 32 KiB (16 KiB BIOS + 16 KiB BASIC)                                                           |
| Teclado       | "chiclete", 71 teclas                                                                         |
| Display       | TMS TMS9918, texto (40×24 e 32×24) e gráfico (256×192, 16 cores), 32 sprites.                 |
| Som           | General Instrument AY-3-8910 (PSG), 3 vozes, ruído branco                                     |
| Portas        | interface de gravador cassete, saída para TV, slot para cartucho e porta de expansão genérica |
| Armazenamento | fita magnética                                                                                |